# Лабланшер, Пьер Мулен дю Кудре
Пьер Рене Мари Анри Мулен дю Кудре де Лабланше́р (фр. Pierre René Marie Henri Moulin du Coudray de La Blanchère; 1821, Ла-Флеш, — 1880, Гавр) — французский натуралист и фотограф.
С 1848 года по 1855 год занимался в Нанте изучением естественной истории и рыбоводством, в 1865 году перешёл в Париж, где, занимаясь фотографией, сделал несколько усовершенствований в этой области. Помимо других работы он опубликовал: «L’Art du photographe» (П., 1859), «Repertoire encyclopédique de photographie» (П., 1862—1867), «Les Ravageurs dés forêts» (П., 1865), «Culture des plages maritimes» (П., 1866), «Nouveau Dictionnaire général des pêches» (1868), «Manuel pratique d’acclimatation» (П., 1872), «Les Oiseaux utiles et les oiseaux nuisibles» (П., 1870), «Sous les eaux» (П., 1880) и др.